# 本多利明
本多 利明（ほんだ としあき、寛保3年（1743年） - 文政3年12月22日（1821年1月25日））は、江戸時代の数学者、経世家（経済思想家）である。幼名は長五郎、通称は三郎右衛門。号は北夷、魯鈍斎。

## 概要
生まれは越後（現在の村上市）とも。18歳で江戸に出て、千葉歳胤に天文学を、今井兼庭に関流和算などを学ぶ。諸国の物産を調査し、1766年（明和2年）24歳の時、江戸に算学・天文の私塾を開き、以後晩年にいたるまで、浪人として門弟の教育に当たるとともに著述に専心した。一時は加賀藩の前田家に出仕する。1781年（天明元年）39歳の頃から北方問題へ関心を強め、危機意識を持った。1787年（天明7年）奥羽地方を旅し、天明の大飢饉に苦しむ会津藩・仙台藩などの農村の悲惨さを目のあたりにした。これらが主な動機となって、彼の関心は経世論に向かった。1789年（寛政元年）に『蝦夷拾遺』や江戸開発論を発表した。1801年（享和元）には幕命で江戸から蝦夷間の航路を調査する。文政3年（1820年）78歳で死去。墓所は東京都文京区の桂林寺。
大正13年（1924年）、正五位を追贈された。

## 制度改革論
利明の時代認識は「今天下の宝貨皆商家に集まり、威権四民の上に出て、天下の国産凡十六分にして其拾五は商の収納、其一は士農の収納となりたり」（自然治道之弁）「士農二民は此の如く艱難困窮なるは、日本開国以後初めてならん、今茲に改革せざれば其災害を招くに等し」（経世秘策）である。。急進的な欧化主義者であり、蝦夷地の開発や海外領土の獲得、幕府主導の交易、開国論、重商主義などを説く。特に幕藩体制を越えて国家が貿易をはじめとする商業全般を掌るべきとの考えを示し、広く未開の地を開拓せよと説き、欧州国家を見習って植民地政策の必要性も説いている。幕府老中の田沼意次が蝦夷調査団を派遣する際には、下僕の最上徳内を推薦する。
漢字を放棄して能率的なアルファベットを導入せよと説いた他、ロンドンと同じ緯度に遷都すれば日本の首都もロンドン同様に繁栄するであろうとの理由から、カムチャツカ半島への遷都を説くなど、その主張には矯激な部分もあった。ヨーロッパ諸国をあまりに理想化していたがために、自国の分析が観念的で現実からかけ離れた、時代にそぐわない見通しになり、秀でた西洋学者だったにもかかわらず、幕府が制度として利明の考えを具現化することはなかった。明治維新の後、本多の説いた中央集権体制による植民地政策は徐々に具体化されることになる。

## 数学に関する著作
1799年に『大測表　5巻』を著した。これは内田五観によればDouwesの航海書の17世紀版を訳した航海書であり、ここには八線表(三角関数表)と自然数の対数表とこれらの使い方が含まれていた。これは、1723年に編纂された康煕帝による清の数学書『数理精蘊』(遅くとも1760年ごろまでには日本伝来)以外では、1784年の安島直円による『真仮数表』などと並び、対数概念が紹介された最初のものの一つである。1804年の『渡海新法』では、積・商が和・差、冪乗が倍数に変わる公式を説明した。

## 著作
著作に『経世秘策』『西域物語』『経済放言』『渡海日記』『長器論』など。

## 備考
ドナルド・キーンの修士論文は本多利明についてのものである（『日本人の西洋発見』）。本多利明について言及している書籍として、山本七平『江戸時代の先覚者たち』（PHP研究所刊）がある。みなもと太郎『風雲児たち』にも、最上徳内との関連で登場している。遠藤寛子の児童小説『算法少女』では、主人公を導く先進的な数学者として脇役で登場する。